# Dirk Weinspach
Dirk Weinspach (* 1959 in Pforzheim) ist ein deutscher Jurist und war Polizeipräsident in Aachen.
Bereits vor der Einschulung verzog die Familie in das Rheinland. Weinspach studierte Jura in Berlin und Münster. Danach war er in verschiedenen Bereichen bei der Bezirksregierung Köln und im Innenministerium NRW tätig. Dort war er für Kommunal- und Ausländerangelegenheiten sowie die Ausbildung der Polizisten zuständig. Zuletzt leitete Weinspach das Referat Rechtsextremismus beim Verfassungsschutz Nordrhein-Westfalen.
Als Polizeipräsident von Aachen war er unter anderem zuständig für die Begleitung der Klima-Demonstrationen und Räumungen der Besetzungen im Hambacher Forst, beim Tagebau Inden und beim Tagebau Garzweiler, bekannt durch die Räumung des Weilers Lützerath. Er ist Parteimitglied der Grünen und war in den 1980er Jahren selbst klimaaktivistisch tätig. Klimaaktivisten modifizierten die ACAB-Parole zu „All cops are dirks“.
Weinspach ging 2023 in den Ruhestand.
Weinspach ist verheiratet und hat drei Kinder. Letztere sehen seine „Rolle teilweise sehr kritisch“.